# Фернандо Магелан
 Тази статия е за португалския мореплавател.  За апарата на НАСА вижте Магелан (космически апарат).  
Фернандо Магелан (на португалски: Fernão de Magalhães, МФА: [fɨɾ'nɐ̃ũ dɨ mɐgɐ'ʎɐ̃ĩʃ]; на испански: Fernando de Magallanes) е португалско-испански мореплавател, организирал експедиция като първа обиколка на света.
Магелан е първият мореплавател, достигнал от Европа до Азия в западна посока и първият европеец, плавал в Тихия океан. Въпреки че самият той умира преди завръщането си в Европа, част от екипажа, ръководен от Хуан Себастиан де Елкано, се завръща в Испания през 1522 г., завършвайки първото в историята околосветско пътешествие, с което окончателно се доказва кълбовидната форма на Земята.

## Детство и юношество (1480 – 1500)
Магелан е роден около 1480 г. в Саброза, Северна Португалия, според други сведения във Вила Нова ди Гая близо до Порту. Той е син на Рудригу ди Магаланиш (1433 – 1500), кмет на Авейру, и неговата съпруга Алда ди Мескита. Получава добро образование и проявява особен интерес към географията и астрономията. В началото на 1490-те години, след смъртта на родителите си, той става паж на крал Жуау II и кралица Леунор де Визеу в столицата Лисабон.
В Лисабон, заедно с братовчед си Франсиско Серан, Магелан продължава образованието си и започва да се интересува от география и астрономия. Според някои, той може би дори е обучаван от Мартин Бехайм. През 1496 г. Магелан получава титлата оръженосец и е зачислен в Морското ведомство, което окомплектова и контролира далечните португалски морски експедиции.

## Морска и военна кариера (1500 – 1517)
На 20-годишна възраст Магелан за пръв път пътува по море. През 1505 г. е изпратен в Индия, за да подпомогне установяването на Франсишку ди Алмейда като португалски вицекрал и създаването на военни и морски бази по пътя дотам. При това пътуване Магелан за пръв път участва в битка, където е тежко ранен, по време на завладяването от португалците на мюсюлманския град Килва в днешна Танзания. Следващото пътуване на Магелан на изток е през 1506 г., когато заминава за Островите на подправките.
През 1509 г. взема участие в разгрома на венециано-египетската ескадра от португалците близо до пристанището Диу в Индия. След това, заедно с Франсиско Серан, плава под командването на Диого Лопес де Сикейра с първата португалска посланическа мисия до Малака. След пристигането си там експедицията става жертва на заговор и е принудена да се оттегли. Магелан играе важна роля в отстъплението, като предупреждава Сикейра и спасява Серан, който вече е слязъл на сушата.
През 1511 г. под командването на новия губернатор Афонсу де Албукерке, Магелан и Серан участват в завладяването на Малака, като Магелан е ранен при превземането на Каликут. След това техните пътища се разделят – Магелан е повишен, получава добър дял от плячкосаното имущество и придружаван от малайския слуга Енрике Черния, се завръща в Португалия през 1512 г. Серан заминава с първата експедиция към Островите на подправките, където се установява на служба при султана на Тернате. Неговите писма до Магелан, предоставящи информация за богатия на подправки регион, изиграват решаваща роля за бъдещото околосветско пътешествие.
След като се отклонява от службата си без разрешение, Магелан изпада в немилост. Той участва в битката при Азамор в Мароко на 28 – 29 август 1513 г. и за трети път е тежко ранен, този път в коляното. Въпреки че е ранен и получава няколко медала, Магелан е обвинен в незаконна търговия с маврите. Той също така влиза в конфликт с командващия Алмейда. Алмейда изпраща негативен доклад до кралския двор. Някои от обвиненията впоследствие отпадат, но Магелан изпада в немилост пред крал Мануел I, който отказва да увеличи пенсията му. Кралят му съобщава, че след 15 май 1514 г. трябва да напусне службата си. През 1515 г. Магелан прави последен опит да умилостиви крал Мануел I, като му предлага проект, разработен заедно с астронома Руи Фалейру, за търсене на западен път към Островите на подправките. Проектът е грубо отхвърлен и Магелан разбира, че в Португалия няма на какво да се надява и заминава за Испания. Официално сменя поданството си и предлага услугите си на испанския двор, като променя името си от „Fernão de Magalhães“ на „Fernando de Magallanes.“

## Околосветско плаване (1517 – 1522)

### Планове и подготовка (1517 – 1519)
Магелан пристига в Севиля, най-голямото испанско пристанище, където се сприятелява със своя сънародник, португалския емигрант Диего Барбоса, началник на арсенала. В края на 1517 – началото на 1518 г. се жени за дъщеря му Беатрис Барбоса. От брака имат двама синове, Родриго (род. II.1519) и Карлос, които умират рано. Беатрис Барбоса умира в Севиля около 1521 г. Синът на Барбоса – Дуарте Барбоса, по-рано е служил в Индия, както и Магелан.
На 20 октомври 1517 г. Магелан заминава за Валядолид, за да се срещне с младия крал Карлос I, по-късно император на Свещената Римска империя под името Карл V. С помощта на Хуан де Аранда, един от тримата ръководители на севилската Индийска къща, и на други приятели, особено португалеца Диогу Барбоза, Магелан получава испанско поданство. Ставайки много популярен в Севиля, той привлича вниманието на Карлос I и влиятелния Хуан Родригес де Фонсека, епископ на Бургос и отдавнашен противник на Христофор Колумб.
По това време (според някои изследователи – още докато е на португалска служба) Магелан открива документ (въпросът дали е бил карта или просто съобщение, остава спорен), базиращ се на предишни пътувания, според който широкият естуар на река Ла Плата в Южна Америка е проток през този континент към Тихия океан. Той решава да проучи този път, за да достигне Молукските острови (Островите на подправките), ключът към стратегически важната и много изгодна търговия с подправки. Той обявява, че е готов да плава до 75° южна ширина, за да реализира своя проект.
Руи Фалейру, също португалски изгнаник, отново му помага в плановете и намира неоценим финансов съюзник в лицето на Христофор де Харо, участник в голяма антверпенска фирма, който е противник на португалския крал. На 22 март 1518 г. крал Карлос одобрява плана на Магелан и му предоставя сериозна субсидия. Според договора Магелан и Фалейру като генерал-капитани ще получат 1/20 от печалбите и те и техните наследници ще получат управлението на откритите земи с титлата аделантадо. Магелан се заклева във вярност в църквата Санта Мария де ла Виктория де Триана и прави дарение на монасите в манастира, за да се молят за неговия успех.
С парите, получени от краля, Магелан и Фалейру купуват пет кораба: Тринидад (110 тона, 55 души екипаж), Сан Антонио (120 тона, 60 души екипаж), Консепсион (90 тона, 45 души екипаж), Виктория (85 тона, 42 души екипаж) и Сантяго (75 тона, 32 души екипаж) – общо 265 души. Магелан издига адмиралския си флаг на Тринидад и освен Фалейру, капитани на другите четири стават съответно Хуан де Картахена, Гаспар де Кесада, Луис де Мендоса и Хуан Серано. В последния момент Фалейру се отказва да участва в експедицията. Освен 265-те души на корабите се намират още 26 извънщатни членове на екипажа, като сред тях е и младият италианец Антонио Пигафета, бъдещият историк на експедицията. Поради това, че той не е нито моряк, нито географ, много важен първоизточник са и записките в корабния дневник на Франсиско Албо, помощник щурман на „Тринидад“. В първото по рода си околосветско плаване се отправя интернационален екипаж: освен португалци и испанци, в неговия състав влизат представители на още 10 националности.

### Отплаване (август – септември 1519)
На 10 август 1519 г. флотилията от пет кораба под командването на Магелан напуска Севиля и отплава на юг по река Гуадалкивир до Санлукар де Барамеда в устието ѝ, където остава повече от пет седмици. Испанските власти са подозрителни към португалския адмирал (донякъде заради немалкия брой португалци сред екипажите на корабите) и едва не го спират, но на 20 септември Магелан все пак потегля. Когато научава за заминаването на Магелан, португалският крал Мануел I нарежда да го заловят, но Магелан успява да се изплъзне.
По време на прехода през Атлантическия океан Магелан изработва много добра система за сигнализация, която спомага разнотипните кораби от флотилията му нито веднъж да не се изгубят един друг. Но разногласията между капитаните на отделните кораби започват много скоро: след Канарските о-ви капитанът на „Сан Антонио“ Хуан де Картахена настоява Магелан да се съветва с останалите капитани при всяка промяна на курса. Португалецът гордо и спокойно отговаря: „Ваше задължение е да плавате през деня зад моя флаг, а през нощта – зад моите фенери.“ След няколко дни Де Картахена отново повдига темата, но Магелан, който е нисък на ръст, но физически силен, го хваща за реверите и заповядва да бъде държан под стража на „Виктория“, а за капитан на „Сан Антонио“ назначава своя родственик Алваро Мишкита.

### Пресичане на Атлантика и откриване на Патагония (септември 1519 – март 1520)
След кратък престой в Тенерифе на 26 септември флотилията пристига в Кабо Верде, откъдето продължава за Бразилия. На 27 ноември е пресечен екваторът, а на 6 декември екипажът съзира бразилския бряг на около 8° ю.ш. Според договора от Тордесиляс Бразилия е португалска територия и Магелан я заобикаля, с изключение че на 13 декември акостира в близост до днешния Рио де Жанейро, където заварва приятелски настроени туземци. Флотът се запасява с провизии, но неблагоприятните атмосферни условия отлагат отплаването. Впоследствие екипажът се отправя на юг по източния бряг на Южна Америка и на 26 декември 1519 г. корабите достигат устието Ла Плата. Разчитайки на неточните (и както се оказва – неверни) сведения, с които разполага (в това число – от експедицията на Хуан Диас де Солис през 1515) Магелан около месец изследва безуспешно Ла Плата в търсене на жадувания проток на запад, само за да установи накрая, че това е устието на гигантска река.
На 2 февруари 1520 г. флотилията вдига платна и продължава на юг, като през деня неотклонно следва извивките на брега, опасявайки се да не пропусне желания проток, а през нощта пуска котва. Така е открита бреговата ивица на Патагония, в т.ч. заливите Сан Матиас (24 февруари, 41°32′ ю. ш. 64°28′ з. д. / 41.533333° ю. ш. 64.466667° з. д.), Сан Хорхе (46°00′ ю. ш. 66°25′ з. д. / 46° ю. ш. 66.416667° з. д.), Сан Хулиан (31 март, 49°15′ ю. ш. 67°47′ з. д. / 49.25° ю. ш. 67.783333° з. д.) и устието на река Санта Крус. Зимата застига Магелан на аржентинския бряг и той решава да остане в залива Сан Хулиан. На 31 март екипажът се установява в селище, което е наречено Пуерто Сан Хулиан.

### Зимуване в залива Сан Хулиан и бунт на корабите (март – октомври 1520)
След влизането в залива „Тринидад“ остава на котва в устието му. Офицерите испанци настояват Магелан „да изпълни кралските заповеди“: да завие към нос Добра надежда и по източния път да достигне до Островите на подправките. Същата нощ избухва бунт. Де Картахена е освободен от заговорниците, които превземат „Виктория“, „Консепсион“ и „Сан Антонио“, и арестуват Мишкита. Трите кораба насочват оръдията си към „Тринидад“ и изискват от Магелан да се яви при тях за преговори. Против двата верни кораба на Магелан са трите метежни, готови за бой. Метежниците обаче не се доверяват изцяло на екипажите на своите кораби, а на един от тях даже ги разоръжават.
Въпреки тежката ситуация Магелан е спокоен. Той изпраща на „Виктория“ своя полицейски офицер Гонсало Гомес Еспиноса и няколко моряци с молба капитанът на кораба Луис де Мендоса да дойде на адмиралския кораб за преговори. След като последният категорично отказва, Еспиноса забива кортика си в гърлото му, а един от моряците го доубива. Шуреят на Магелан, Дуарте Барбоса, веднага превзема „Виктория“ и е назначен за капитан. Така силите стават три към две в полза на Магелан, който предвидливо е закотвил кораба си във входа на залива. „Сан Антонио“ се опитва да излезе в открито море, но след залпа, даден от „Тринидад“, екипажът арестува офицерите си и се предава. Същото се случва и с „Консепсион“. Магелан жестоко се разправя с бунтовниците капитани: заповядва да обезглавят Гаспар де Кесада, да поругаят трупа на Луис де Мендоса и да изоставят на пустинния бряг Хуан де Картахена заедно с бунтовниците свещеници. Останалите бунтовници, сред които и Елкано, пощадява. След време костите им са открити от Франсис Дрейк, който описва поругаването и набиването на кол на жертвите.
В началото на май 1520 г. Сантяго с капитан Хуан Серано е изпратен на юг с разузнавателна мисия. На 60 мили на юг намират залива Санта Крус, но на 3 май претърпяват корабокрушение. Попадат в буря, изгубват управлението на кораба и той се разбива. След още няколко дни екипажът с големи трудности се спасява (загива само един матрос). Моряците се оказват на брега без храна и припаси. Те се опитват да се върнат на мястото за зимуване, но поради умора и изтощение се съединяват с основния отряд едва след няколко седмици. Двама моряци се завръщат по суша, за да съобщят за случилото се. На 24 август 1520 г. пътуването е подновено и флотилията продължава на юг, достига до мястото на корабокрушението, прибира оцелелите моряци и престоява там до средата на октомври, очаквайки настъпването на пролетта. Загубата на кораба, специално предназначен за разузнаване, а също и припасите, намиращи се на него, нанася голям ущърб на експедицията.

### Откриване на Магелановия проток (октомври – ноември 1520)
На 18 октомври корабите продължават на юг, откриват широкия залив Байя Гранде, където Магелан заявява, че ще търси заветния проток до 75° ю.ш. и ако не го намери, чак тогава ще завие на изток към нос Добра надежда.
На 21 октомври 1520 г., на 52° южна ширина, четирите кораба достигат нос Кабо Вирхенес – югоизточния край на днешна континентална Аржентина. Продължават по крайбрежието на югозапад, заобикалят нос Дунгенес и следвайки бреговата ивица, поемат курс на запад в широкия залив Посесион. Корабите се оказват в тесен пролив, водещ в дълбочина към материка. При остров Доусон проливът се дели на два канала и Магелан отново разделя флотилията. Изпраща на разузнаване два кораба и лодка да изследват множеството разклонения на протока. „Консепсион“ и „Сан Антонио“ тръгват на югоизток, лодката на югозапад, а другите два кораба остават на място за отдих. Скоро налита буря и продължава два дни. Моряците се опасяват, че изпратените на разузнаване кораби са разрушени. И те, действително, едва не загиват, но когато бурята ги понася към брега, пред тях се открива тесен проход, в който влизат. Те се оказват в широк залив, зад който следват още проливи и заливи. Водата през цялото време остава солена, а лотът много често не определя дъното. След три дни лодката се връща и моряците съобщават, че са видели открито море. От двата изпратени кораба на уговорената преди това среща се връща само „Консепсион“ с радостната вест за възможен пролив. Магелан решава, че е открил протока, защото водата е солена. От „Сан-Антонио“ няма известия и помислят, че е загинал в бурята. Останалите три кораба тръгват на запад. Корабите започват мъчително да навлизат в 600-километровия проток, наречен от Магелан Estreito de Todos los Santos (Проток на Вси светии), защото навлиза в него на 1 ноември, Денят на Вси светии. Днес протокът се нарича Магеланов проток. Южно от него открива северното крайбрежие на остров Огнена Земя (1 ноември, 72 хил. km2). 38 дни след навлизането в протока и след като изминават около 550 km по него, на 28 ноември 1520 г. корабите навлизат в Тихия океан. Магелан го нарича Mar Pacifico заради привидното му спокойствие в този ден. За дълги години Магелан остава единственият капитан, преминал през пролива без да изгуби нито един кораб. В същото време офицерите на изчезналия кораб „Сан Антонио“ арестуват и оковават във вериги капитан Алвару Мишкита и в края на май 1521 г. се завръщат в Испания. След завръщането си дезертьорите обвиняват Магелан в измяна, за да оправдаят себе си, и в родината им повярват.

### Първо пресичане на Тихия океан (ноември 1520 – март 1521)
Повече от четири месеца оредялата вече флотилия от три кораба на Магелан плава в Тихия океан. Първо 15 дни на север покрай западния бряг на днешно Чили, стараейки се по-бързо да напусне студените високи ширини. На 38° 30` ю.ш. флотилията завива на северозапад, а на 21 декември 1520 г., на 30° ю.ш. и 80° з.д. – на запад-северозапад, като изминават около 17 хил. km и екипажът не вижда никаква земя с изключение на три атола в архипелага Туамоту – Пукапука (21 януари 1521 г., 14°48′ ю. ш. 138°49′ з. д. / 14.8° ю. ш. 138.816667° з. д.), Факахина (24 януари, 15°59′ ю. ш. 140°09′ з. д. / 15.983333° ю. ш. 140.15° з. д.) и Фангатау (24 януари, 15°49′ ю. ш. 140°53′ з. д. / 15.816667° ю. ш. 140.883333° з. д.) и необитаемият атол Каролайн (4 февруари, 9°58′ ю. ш. 150°13′ з. д. / 9.966667° ю. ш. 150.216667° з. д.) в о-вите Лайн. Експедицията не е готова за такъв преход и изпитва огромни лишения. Три месеца и двадесет дни по време на прехода през океана екипажът е лишен от свежа храна и прясна вода и болшинството от моряците заболяват от скорбут, като 19 души умират.
На 13 февруари 1521 г. експедицията пресича екватора, а на 6 март открива Марианските острови, в т.ч. островите Гуам (13°27′ с. ш. 144°45′ и. д. / 13.45° с. ш. 144.75° и. д., 533,5 km2) и Рота (14°09′ с. ш. 145°12′ и. д. / 14.15° с. ш. 145.2° и. д.), където екипажът попълва запасите от вода и хранителни припаси и продължава на запад. Пребиваването на испанците на остров Гуам не минава без инциденти. След като островитяните открадват лодката, привързана за кърмата, разярен Магелан слиза на брега с въоръжен отряд, опожарява няколко колиби и лодки, убива седем души и си връща откраднатата лодка.

### Откриване на Филипините и гибелта на Магелан (март – юни 1521)
На 15 март 1521 г., преминавайки още 2000 km, испанците виждат високите върхове на остров Самар от Филипинските о-ви. Корабите се придвижват още малко на юг към остров Сиаргао, разположен до южния край на Самар. Поради предпазливост на 17 март Магелан заповядва да се придвижат до малкия остров Хомонхон, където флотилията хвърля котва. Жителите на съседните острови доставят на екипажа плодове, кокосови орехи и палмово вино. След една седмица флотилията се придвижва на югозапад и се установява край остров Лимасава (Панаон, 10°04′ с. ш. 125°12′ и. д. / 10.066667° с. ш. 125.2° и. д., южно от Лейте). Към „Тринидад“ се насочва лодка с местни жители и когато малаецът Енрике Черния, роб на Магелан, ги заговаря на родния си език, те го разбират. На Магелан му става ясно, че той се намира в тази част на Стария свят, където е разпространен малайският език, т.е. недалеч от „Островите на подправките“, където 10 години по-рано той пребивава с експедицията на Антониу Абреу. Испанците си разменят подаръци с раджа Каламбу от остров Лимасава, който го насочва към голямото търговско пристанище Себу на остров Себу. Пристигайки там на 7 април 1521 г., Магелан и неговите спътници виждат в пристанището китайски стоки и се сблъскват с порядки от истински „цивилизован“ свят. Местният владетел раджа Хумабон в началото иска от тях да плащат търговско мито, но Магелан отказва, като му предлага дружба и военна помощ в борбата му с останалите владетели на другите острови. Управителят приема предложенията на Магелан и след една седмица дори се съгласява да бъде кръстен той и семейството му и няколкостотин негови поданици. На остров Себу испанците разговарят с няколко арабски търговци, които им съобщават сведения и за другите острови от архипелага. По този начин Магелан добива обща представа за голяма част от архипелага и на неговите първични карти се появяват названията на множество острови, в т.ч. Самар (13 хил. km2), Минданао (94,6 хил. km2), Себу (4,4 хил. km2) и други.
В ролята си на покровител на новите християни Магелан се намесва в острата междуособица между неговия покровител и владетеля Лапу-Лапу на съседния остров Мактан. Магелан се съгласява да му помогне в битката срещу Лапу-Лапу, проведена на 27 април 1521 г. Антонио Пигафета предава единствените наблюдения на очевидец относно драматичните събития около смъртта на Магелан:
| „ | Когато утрото дойде (27 април), 60 души с лодки се отправихме към съседния остров. Поради крайбрежните рифове не успяхме да стигнем до брега и четиридесет и девет души скочихме във водата и вървяхме през нея на разстояние повече от два изстрела с лък, преди да можем да стигнем брега. Останалите единадесет души останаха назад да пазят лодките. Когато стъпихме на земята, местните оформиха три групи, наброяващи повече от хиляда и петстотин души. Щом ни видяха, те се нахвърлиха върху нас със силни крясъци... Мускетарите и стрелците с лъкове стреляха отдалеч около половин час, но неуспешно... Когато разпознаха капитана, толкова много от тях се насочиха към него, че шлемът на главата му два пъти бе уцелен от стрела... Един от местните хвърли бамбуково копие към лицето на капитана, но последният незабавно го уби със своята пика, която остави в тялото на туземеца. Тогава, пробвайки да постави ръка на шпагата (сабята) си, той съумя да я изтегли, но само наполовина, защото беше ранен от бамбуково копие в рамото. Когато местните видяха това, всички се нахвърлиха върху него. Един от тях го рани в левия крак с голяма сабя, която приличаше на ятаган, макар че беше още по-голяма. Това принуди капитана да падне с лице към земята и тогава те веднага се хвърлиха върху него с железни и бамбукови копия и с техните саби, докато не убиха нашия образец, нашия светилник, нашия утешител и наш истински пътепоказател. След като го убиха, те се връщаха няколко пъти, за да видят дали всички сме в лодките. Тогава, осъзнавайки, че е мъртъв, ние, разстроени, се оттеглихме както можахме към лодките, които вече гребяха. | “ |

Освен Магелан в сражението загиват още осем испанци и четирима приятелски островитяни, а сред моряците има множество ранени.

### Пътуване към Молукските о-ви (юни – ноември 1521)
В своето завещание Магелан записва, че неговият малайски преводач трябва да бъде освободен след смъртта му. Преводачът е откупен от Магелан през 1511 г. от суматренски търговци на роби. Той е кръстен през същата 1511 г. в Малака с името Енрике и е известен като Енрике Черния. Остава с Магелан по време на битките в Африка, изпадането му в немилост в Португалия и успешната подготовка на флота. Така Енрике Черния става първият човек, обиколил света, макар и в няколко пътувания. Въпреки всичко, след мактанската битка останалите капитани отказват да го освободят. Енрике успява да избяга на 1 май с помощта на раджа Хумабон, като почти тридесет членове на екипажа загиват. По това време Антонио Пигафета вече има достатъчни познания по местния език, за да поддържа комуникацията с местните жители.
След смъртта на Магелан за капитани на флотилията са избрани Дуарте Барбоса и Хуан Серано. Новопокръстеният управител на Себу, узнавайки за предстоящото отплаване на корабите, поканва своите съюзници на прощално празненство. 24 моряци, в т. ч. Барбоса и Серано, приемат поканата и слизат на брега, но двама от тях – Гонсало Гомес Еспиноса и щурманът на „Консепсион“, португалецът Жуау Лопиш Карвалю, се връщат, защото заподозират измяна. Всичките участници в празничното тържество са коварно избити по заповед на местния раджа.
След смъртта на Барбоса и Серано за началник на експедицията е избран португалецът Жуау Лопиш Карвалю, който издига своя флаг на „Тринидад“, а за капитан на „Виктория“ назначава Гонсало Гомес Еспиноса. На корабите остават живи едва 115 души, от които голяма част са болни, и поради това, че няма необходимия брой хора да управляват трите кораба, е решено „Консепсион“ като най-пострадал от плаването да бъде запален и изгорен. Останалите два кораба – „Тринидад“ и „Виктория“, продължават на запад, минават покрай остров Негрос и се насочват към Палаван. На 21 юни го напускат и на 9 юли корабите хвърлят котва в пристанището на Бруней на остров Борнео. Испанците остават в Бруней 36 дни, като сключват съюз с местния раджа, закупуват продукти и местни стоки, но въпреки всичко не могат да узнаят пътя до Молукските о-ви. Венецианецът Пигафета отбелязва блясъка на двора на раджа Сирипада (злато, две перли с размера на кокоши яйца и т.н.). Освен това Бруней разполага с бойни слонове и арсенал от 62 оръдия, над пет пъти повече от въоръжението на магелановите кораби. Там карамфила, чиято стойност в онази епоха в Европа е близка до тази на среброто се продава на безценица. Пигафета отбелязва и порцелана и очилата, все още рядкост в Европа.
На 7 септември корабите вдигат котва и се отправят в плаване покрай североизточните брегове на Калимантан. Около най-северната точка на гигантския остров испанците престояват около месец и половина, запасяват се с продукти и дърва и най-важното успяват да пленят джонка с малайски моряци, които знаят пътя до „Островите на подправките“. Скоро Карвалю е свален от поста командир на експедицията „заради неизпълнението на кралските укази“ и за такъв е избран Еспиноса, а за капитан на „Виктория“ е назначен баскът Хуан Себастиан де Елкано. На 26 октомври в море Сулавеси корабите издържат първата голяма буря след преминаването на Магелановия проток и на 8 ноември 1521 г. достигат до остров Тидоре от Молукските о-ви. Испанците успяват да осъществят сделки със султана на Тидоре, съперник на султана на Тернате, който е съюзник на португалците. Закупуват на ниски цени ценни подправки – канела, карамфил, мускатови орехи. „Тринидад“ се нуждае от ремонт и решават, че след неговото завършване Еспиноса ще тръгне на изток към Панама, а Елкано да поведе „Виктория“ към родината на запад – покрай нос Добра Надежда.

### Завръщането на „Виктория“ (декември 1521 – септември 1522)
На 21 декември 1521 г. с екипаж от 60 души, в т. ч. 13 малайци, „Виктория“ поема към родината. В края на януари 1522 г. лоцманът-малаец довежда кораба до остров Тимор, а на 13 февруари испанците го напускат и поемат към нос Добра Надежда. Поради опасения от среща с португалски кораби Хуан Себастиан де Елкано взема курс далеч от техните традиционни маршрути и на 18 март 1522 г. на 37°50′ ю. ш. 77°33′ и. д. / 37.833333° ю. ш. 77.55° и. д. в Индийския океан открива остров Амстердам. Още в началото на пътуването обаче става ясно, че натовареното на кораба месо (което представлява съществена част от предвидените за пътуването провизии), поради недостатъчното му осоляване, започва да се разваля и това принуждава екипажа да го изхвърли зад борда. Ето защо, когато на 20 май 1521 г. „Виктория“ заобикаля нос Добра Надежда, с което завършва прехода през Индийския океан, екипажът вече е намалял до 35 души, в т.ч. четирима малайци. На островите Зелени Нос, принадлежащи на Португалия, испанците спират за да попълнят запасите си от прясна вода и продоволствия. Дванадесетте моряци и един малаец, които слизат на брега, са арестувани от португалците, а „Виктория“ вдига платна и продължава за родината.
На 6 септември 1522 г., след като загубва още един човек, Хуан Себастиан де Елкано с остатъка от екипажа на Магелан, заедно с Виктория, последният кораб от флотилията, пристигат в Испания, като за 1081 дни извършват първото в света околосветско плаване.
Следните 18 души пристигат в Севиля с кораба Виктория:
- Хуан Себастиан де Елкано
- Франсиско Албо
- Мигел де Родас
- Хуан де Акурио
- Антонио Пигафета
- Мартин де Худисибус
- Ернандо де Бустаменте
- Николас Гръкът
- Мигел Санчес
- Антонио Ернандес Колменеро
- Франсиско Родригес
- Хуан Родригес
- Диего Кармена
- Ханс от Аахен
- Хуан де Аратия
- Васко Гомес Галего
- Хуан де Сантандрес
- Хуан де Субелита

Тринадесетте моряци, пленени на о-вите Зелени Нос, се прибират в Испания по-късно, след като са пуснати от португалците по искане на император Карл V, а четирима моряци от първоначалния екипаж на Тринидад се завръщат в Испания през 1525 г.

## Съдбата на „Тринидад“
Ремонтът на „Тринидад“ се проточва повече от три месеца и той отплава от Тидоре под командата на Еспиноса с екипаж от 53 души и 50 тона подправки едва на 6 април 1522 г. Корабът заобикаля от север остров Халмахера и веднага взема курс на изток към Панама. Скоро обаче непрестанните насрещни ветрове го принуждават да завие на север. В началото на Еспиноса открива остров Сонсорол (5°20′ с. ш. 132°13′ и. д. / 5.333333° с. ш. 132.216667° и. д.) в най-западната част на Каролинските о-ви. Борейки се с постоянните източни ветрове и лошото време, на 11 юни испанците достигат до 43° с.ш., някъде между 150° и 160° и.д. Дванадесетдневна буря и недостигът от храна и питейна вода принуждават Еспиноса около 22 август 1522 г. да се върне обратно на Молукските о-ви. От глад и скорбут загива близо половината от екипажа. На обратния път са открити три острова от Марианските о-ви, в т.ч. о-вите Мауг (20°01′ с. ш. 145°13′ и. д. / 20.016667° с. ш. 145.216667° и. д.), Асунсион (19°41′ с. ш. 145°24′ и. д. / 19.683333° с. ш. 145.4° и. д.) и Агрихан (18°46′ с. ш. 145°40′ и. д. / 18.766667° с. ш. 145.666667° и. д.).
Междувременно в средата на май 1522 г. на Молукските о-ви пристига португалска военна ескадра начело с Антонио Бриту, със задача да завладее архипелага и да не допуска нарушаването на португалския монопол в снабдяването на Европа с ценни подправки. За тази цел Бриту построява на остров Тернате португалски форт. След като в края на октомври Бриту получава известие, че около островите се намира европейски кораб, той веднага изпраща три кораба, които завладяват „Тринидад“ и пленяват 22-мата останали живи испанци. След четиригодишно пребиваване в португалски затвор в Испания се завръщат само четирима от екипажа на „Тринидад“, в т.ч. и Гонсало Еспиноса.

## Наследство
Дневникът на Антонио Пигафета е основният източник на информация за пътешествието на Магелан и Елкано. Другото пряко свидетелство е официалният дневник на Франсиско Албо, последният лоцман на „Виктория“. Въпреки това околосветското пътешествие става известно в Европа не чрез записките на Пигафета, а благодарение на разказа за него, написан от Максимилиан Трансилван, родственик на спонсора на експедицията Христофор де Харо, и публикуван през 1523 г. Трансилван използва в книгата си разговори с някои от завърналите се с „Виктория“ през септември 1522 г.
След смъртта на Магелан и Дуарте Барбоса под авторството на Дуарте Барбоса излиза книга с описание на страните в Южна и Югоизточна Азия: „Livro de Duarte Barbosa“ („Книга на Дуарте Барбоса“). Обаче в архивите съществуват екземпляри на този труд, където за автор е посочен Магелан. За това има различни обяснения. Възможно е дадените екземпляри да са поднесени на крал Карл I под името на Магелан, за да се укрепи неговия авторитет. Вероятно е също книгата да е съвместен труд на Магелан и Барбоса.
През 1525 г., малко след завръщането на експедицията на Магелан, Карл V изпраща флот, воден от Гарсия Хофре де Лоайса, който трябва да завземе Молукските острови, като твърди, че те попадат в испанската зона, според Договора от Тордесиляс. В експедицията взима участие Хуан Себастиан Елкано, който губи живота си, както и бъдещият ръководител на второто околосветско пътуване, Андрес де Урандета. Те достигат със затруднения до Молукските острови и се установяват в Тидоре. Конфликтът с португалците, утвърдили се от дълго време в близкия Тернате, води до почти десетилетие спорадични сблъсъци.
Тъй като Договорът от Тордесиляс не установява испанско-португалска граница на изток, през 1524 г. двете държави се опитват да открият точното местоположение на антимеридиана на меридиана от Тордесиляс, който би разделил света на две равни полукълба и да разреши Молукския въпрос. След няколко съвещания по въпроса не се стига до съгласие, тъй като техниката по това време не дава възможност за точно изчисление на географската дължина, а всяка от двете страни настоява, че Молукските острови попадат в нейната сфера на влияние. Съгласие е постигнато едва със Сарагоския договор от 1529 г., който дава Молукските острови на Португалия, а Филипините – на Испания.
Експедицията на Магелан е първата, успяла да обиколи света, и първата, преминала през протока в Южна Америка, известен днес като Магеланов проток. Името на Тихия океан също води началото си от Магелан, който му дава наименованието Мирно (тихо) море (Mare Pacificum). През следващите десетилетия пътят, изминат от експедицията на Магелан, е следван и от други мореплаватели, като англичанина Френсис Дрейк през 1577 – 1580 г. През 1565 г. Андрес де Урандета открива пътя за пресичане на Тихия океан от запад на изток, по направлението Манила – Акапулко.
Пътуването дава представа и за общия размер на Земята, тъй като изминатото разстояние е измерено като 14 460 испански левги (60 440 km). Установява се и нуждата от линия на смяна на датата – обикаляйки Земята на запад се губи един ден: при завръщането си участниците в експедицията установяват разлика от един ден между своите календари и тези на хората, които не са плавали, въпреки прилежно водените корабни дневници. При установяването си този факт предизвиква голямо вълнение и специална делегация е изпратена при папата, за да му обясни събитието.

## Почит
- Магелановия проток, намиращ се в най-южната част на Южна Америка и магелановият пингвин, който е разпространен там.
- През XIX в. са наречени на Магелан две от най-близките до нас галактики – Магелановите облаци, видими от Южното полукълбо.
- Космическият апарат Магелан, картографирал повърхността на Венера от 1990 до 1994 г.
- В строеж е една от най-големите оптични наблюдателни системи, създавани някога – Гигантският Магеланов телескоп (GMT). Проектът се реализира като допълнение към двата Магеланови телескопи на обсерваторията Лас Кампаняс в Чили. Завършването е предвидено за 2025.[17]